# Temple Changy
Pour les articles homonymes, voir Changy.
Le temple Changy est un temple hindou situé à Capesterre-Belle-Eau en Basse-Terre en Guadeloupe.

## Description
Plus grand des temples hindous de la Guadeloupe, situé à proximité de la Route nationale 1, il a remplacé en 1974 une chapelle dédiée à Mariamman (Maléimin aux Antilles) qui avait plus d'un siècle.
Le garant du culte et fondateur du temple, René Komla, est décédé en 2020.

### Architecture
L'entrée se fait par un porche. La façade est surmontée d'un gopura rectangulaire en forme pyramidale comptant un nombre impair d'étages se rétrécissant progressivement jusqu'au sommet, orné de statues représentant des divinités et des animaux. Le dernier étage forme un berceau. Au sommet du gopura se trouvent des Kalasam disposés en nombre impair.
À la suite du gopura se situe l'autel dédié à Mariamman. les autres sanctuaires le sont à Kalimaï, sri Ganapati, Maha Saraswasti, Madurai-Veeran (en) et Swami Nagur-Mira.